# Damian Warner
Damian David George Warner (* 4. listopadu 1989) je kanadský atlet – vícebojař – původem z městečka London v provincii Ontario. Zpočátku závodil ve stínu svého amerického vrstevníka, bývalého světového rekordmana Ashtona Eatona, později se sám prosadil jako nejlepší vícebojař světa. Dnes je také držitelem tří desetibojařských světových rekordů, a to v běhu na 100 metrů (10,12 s.), ve skoku dalekém (828 cm) a v běhu na 110 metrů překážek (13,36 s.).

## Úspěchy
Zlatou medaili z desetiboje vybojoval na Hrách Commonwealthu v Glasgow (2014) a Panamerických hrách v Torontu (2015). Bronzové medaile si odvezl z atletického MS 2013 v Moskvě i MS 2019 v Dauhá, stříbro také z MS 2015 v Pekingu. V srpnu 2021 se stal olympijským vítězem na tokijských hrách výborným výkonem 9 018 bodů. Stal se tak teprve čtvrtým desetibojařem v historii (dle moderního bodování), který překonal hranici 9000 bodů.

## Výkony
Bývalý osobní rekord z Pekingu 8695 bodů byl zároveň kanadským národním rekordem. Warner jím překonal někdejší kanadský rekord Mikea Smithe (8626 b.) z roku 1996. Warner je také oficiálně světovým vícebojařským rekordmanem na trati 100 metrů (10,12 s.) a na 110 m. překážek časem 13,36 s, čímž překonal i Franka Busemanna a jeho čas 13,47 s z LOH v Atlantě 1996. Osobní rekord na těchto tratích má ještě lepší, činí 10,09 s. a 13,27 s, resp. V roce 2021 si Warner nejprve vylepšil osobní rekord na hodnotu 8995 bodů (Götzis 2021), ten pak vylepšil na OH v Tokiu v srpnu stejného roku.
V březnu roku 2022 se posunul na druhé místo v tabulkách halového sedmiboje, když na HMS v Bělehradě posbíral za dva dny celkem 6489 bodů.
Na olympijských hrách 2024 v Paříži se po sedmi disciplínách držel na slibném druhém místě, ale v tyči nezapsal žádný zdařený pokus. Do dalších dvou disciplín nenastoupil a olympijský závod nedokončil.

## Osobní život
S partnerkou Jennifer Cottenovou, bývalou kanadskou překážkářkou, má syna Thea (* 2021).

## Osobní rekordy
- 100 m - 10,12 s (SDR)
- Dálka - 828 cm (SDR)
- Koule - 15,43 m
- Výška - 209 cm
- 400 m. - 46,54 s
- 110 m. př. - 13,27 s (v desetiboji 13,36 s SDR)
- Disk - 50,26 m
- Tyč - 490 cm
- Oštěp - 64,67 m
- 1500 m. - 4:24,73 min
- Desetiboj 9 018 bodů (2021)
- Sedmiboj 6 489 bodů (2022)